# Liu Qibao
Liu Qibao, född i januari 1953, är en ledande kinesisk politiker som för närvarande är partichef i Sichuan.
Han har studerat historia vid Anhuis lärarhögskola och har en magisterexamen i ekonomi från Jilins universitet. Han gick med i Kinas kommunistiska parti i februari 1971